# SORリブハヴィ
SORリブハヴィ（チェコ語: SOR Libchavy, Sdružení Opravárenství a Rozvoje）は、チェコのバス・トロリーバスメーカー。1991年にリブハヴィにて設立された。

## 沿革
前身の会社は1990年までは農業用機械の製造・修理を行なっていたが、民営化により1991年12月6日にバスの設計・製造・販売・サービスをビジネスとした新会社が設立された。 会社の経営陣は長さ7.5 mのバスの設計をすることに決めた。
バスの生産にあたってはKarosaヴィソケー・ミートの元ディレクターとそのチームが導入された。設計は1992年末から始まり、1993年末には完了した。パーキンス製の動力機とフォイト製ギアボックスを備えた最初のバスが1994年にカダニで購入された。SORリブハヴィは様々な長さのバス（8.5 m, 9.5 m, 10.5 m, 12 m, 13.5 m,18 m）を製造していった。
現在ではチェコ国内でIveco-Karosaに次ぐバス製造会社となっている。製造台数の約3分の1が海外に輸出されている。チェコ国内の他にバルト三国、スロバキア、ポーランド、ロシアにもオフィスを構える。
2015年には製造を従来の31パーセント増加し、42パーセント増の利益を得た。2017年現在では市内バス用（SOR NS, NB, NBG, BN, BNG）、都市間用（SOR C, CN, CNG, LH）、電気バス（SOR EBN, NS)及びトロリーバス（SOR TNB）を販売している。

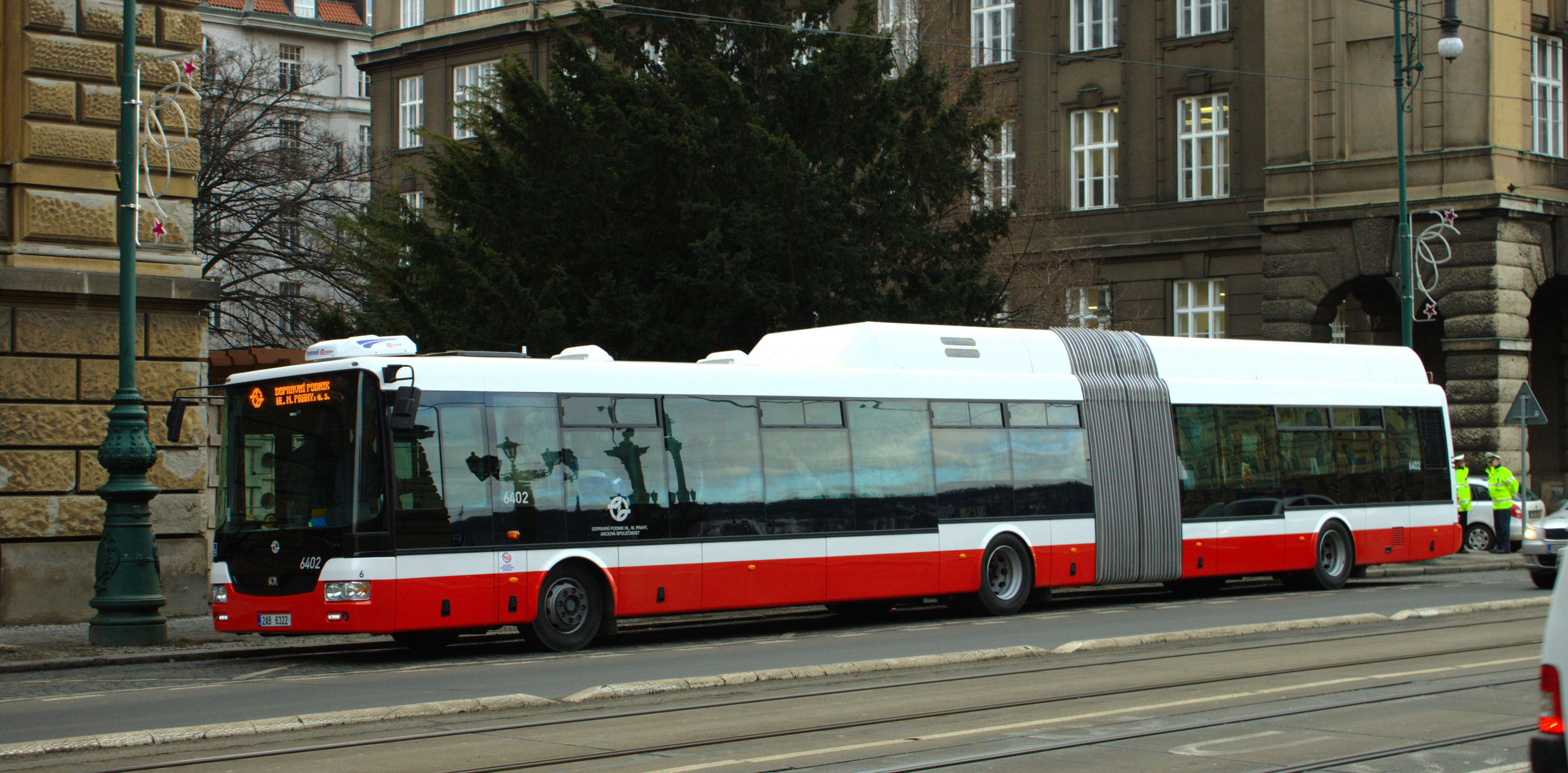
SOR NBH 18（チェコ語版、英語版）（低床バス）
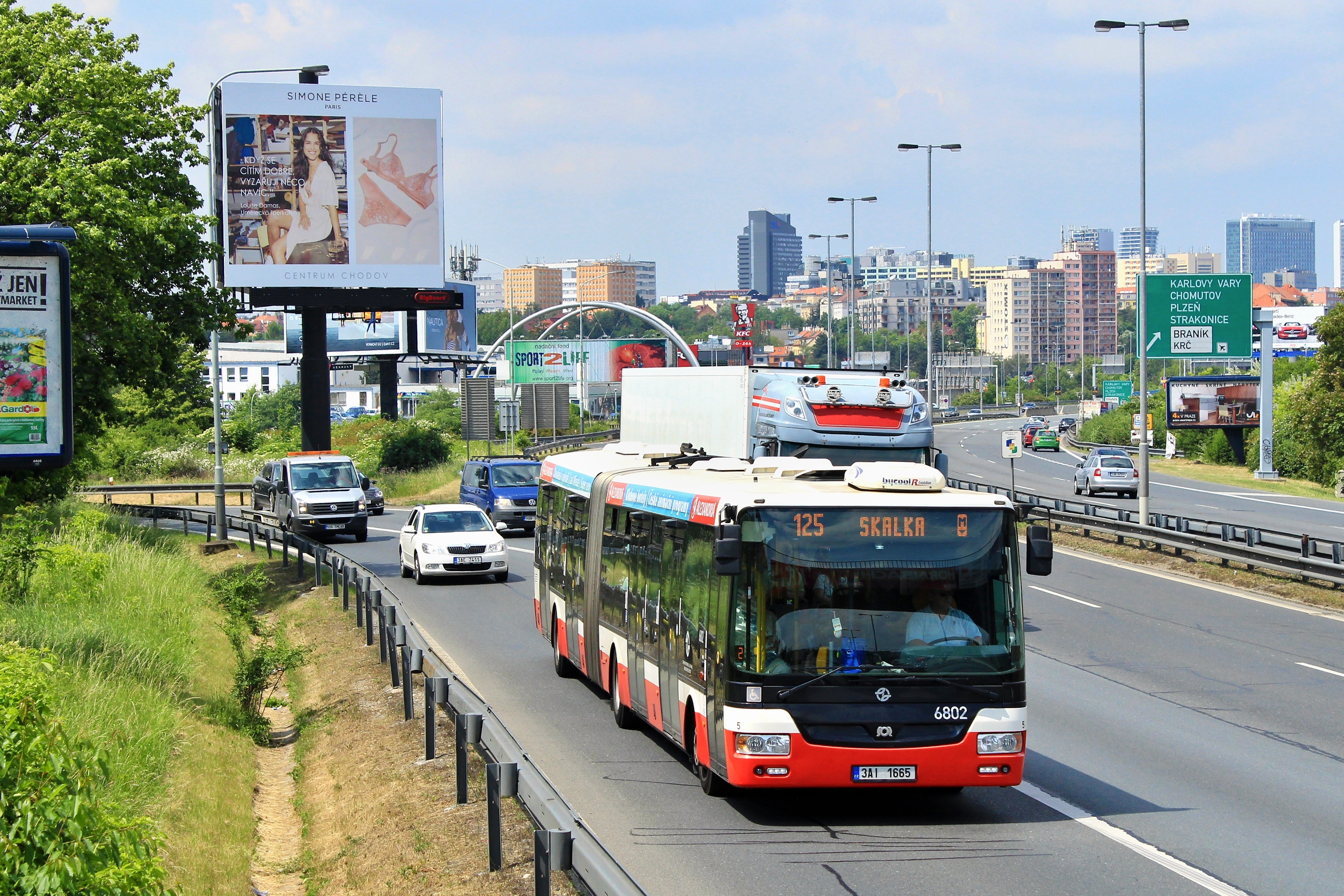
SOR NB 18（チェコ語版、英語版）(プラハ市内125番バス）
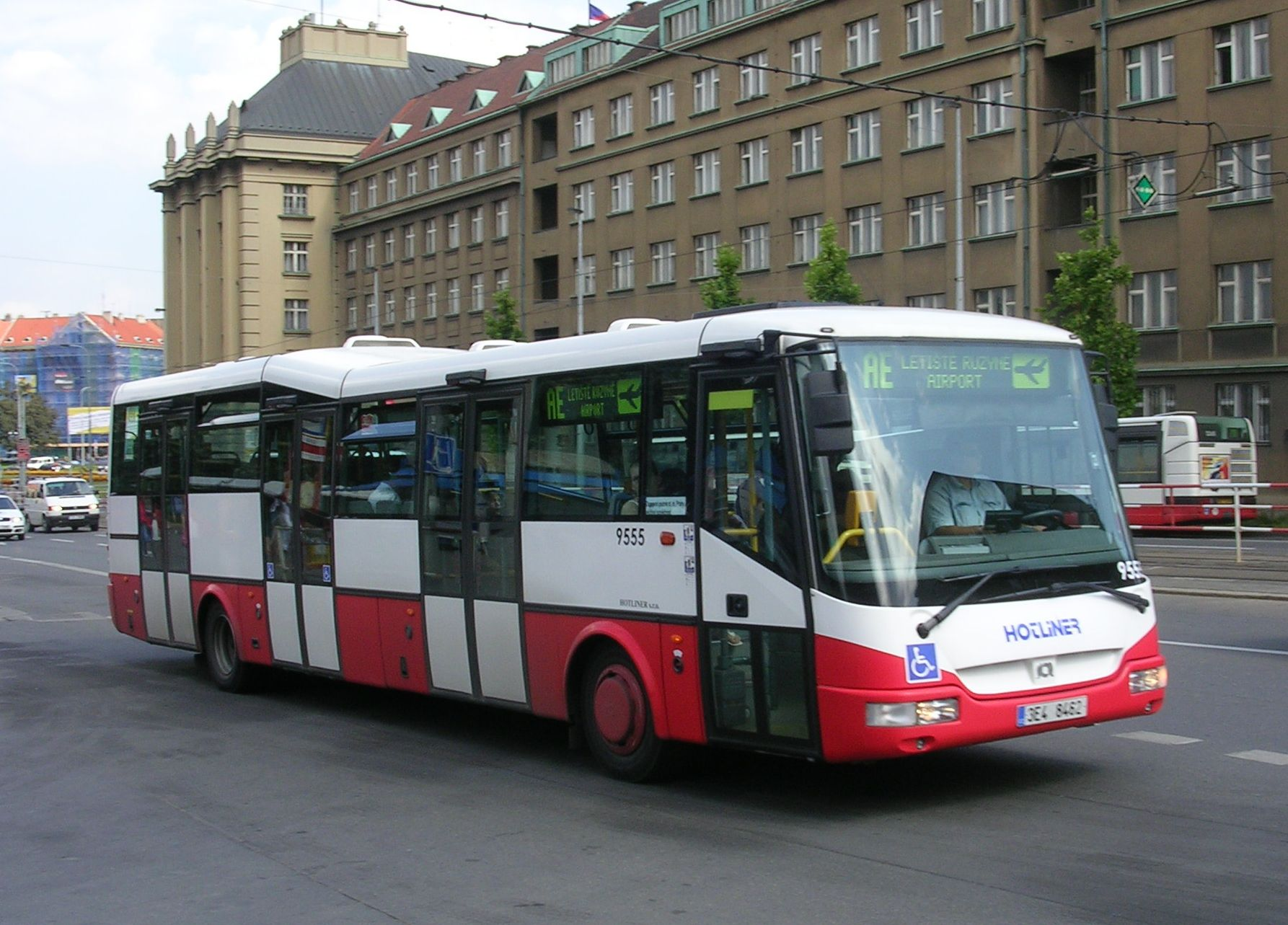
SOR BN 12（チェコ語版、英語版）（市内バス）
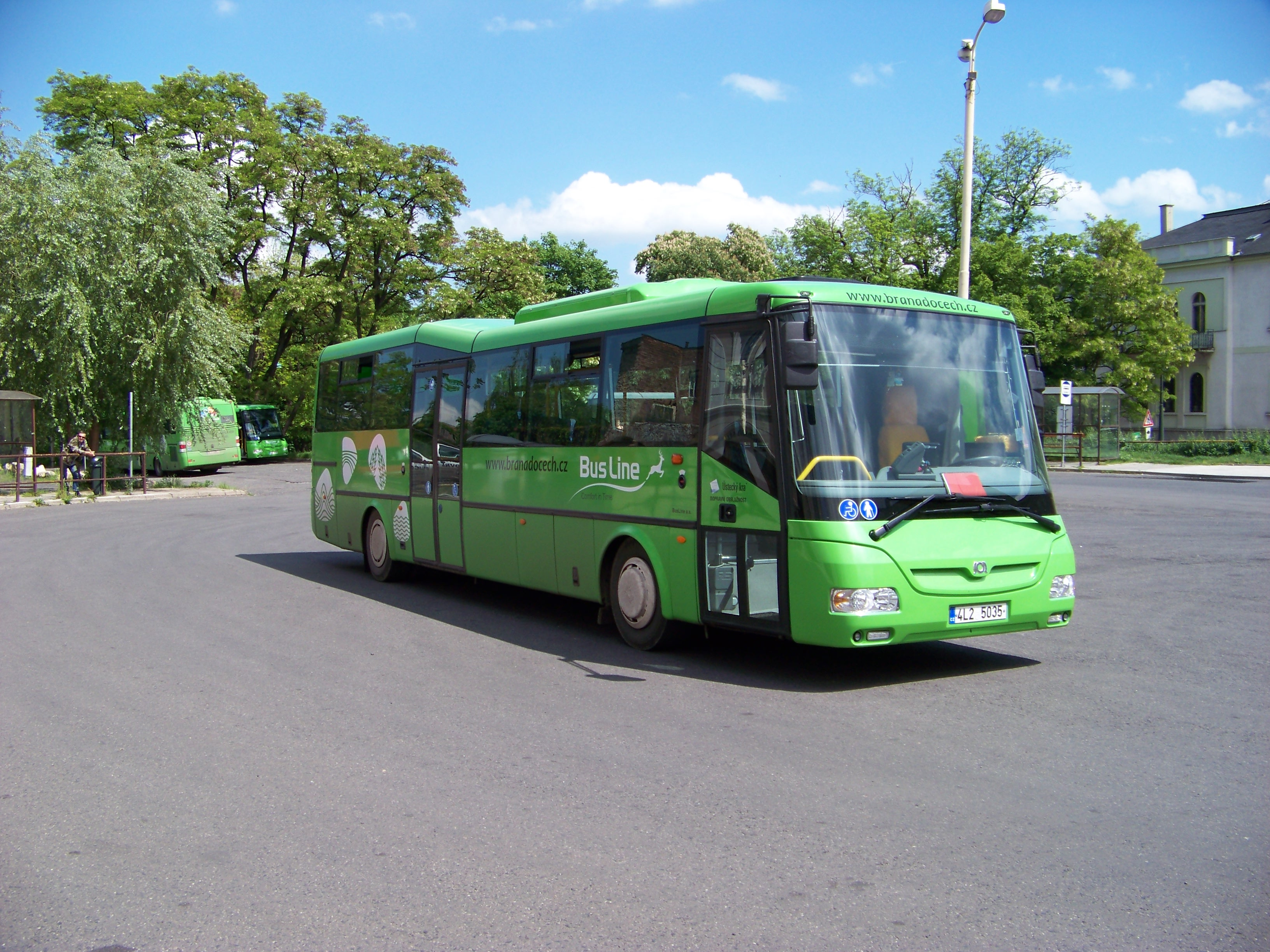
SOR CN（チェコ語版、英語版） 10,5（都市間バス）
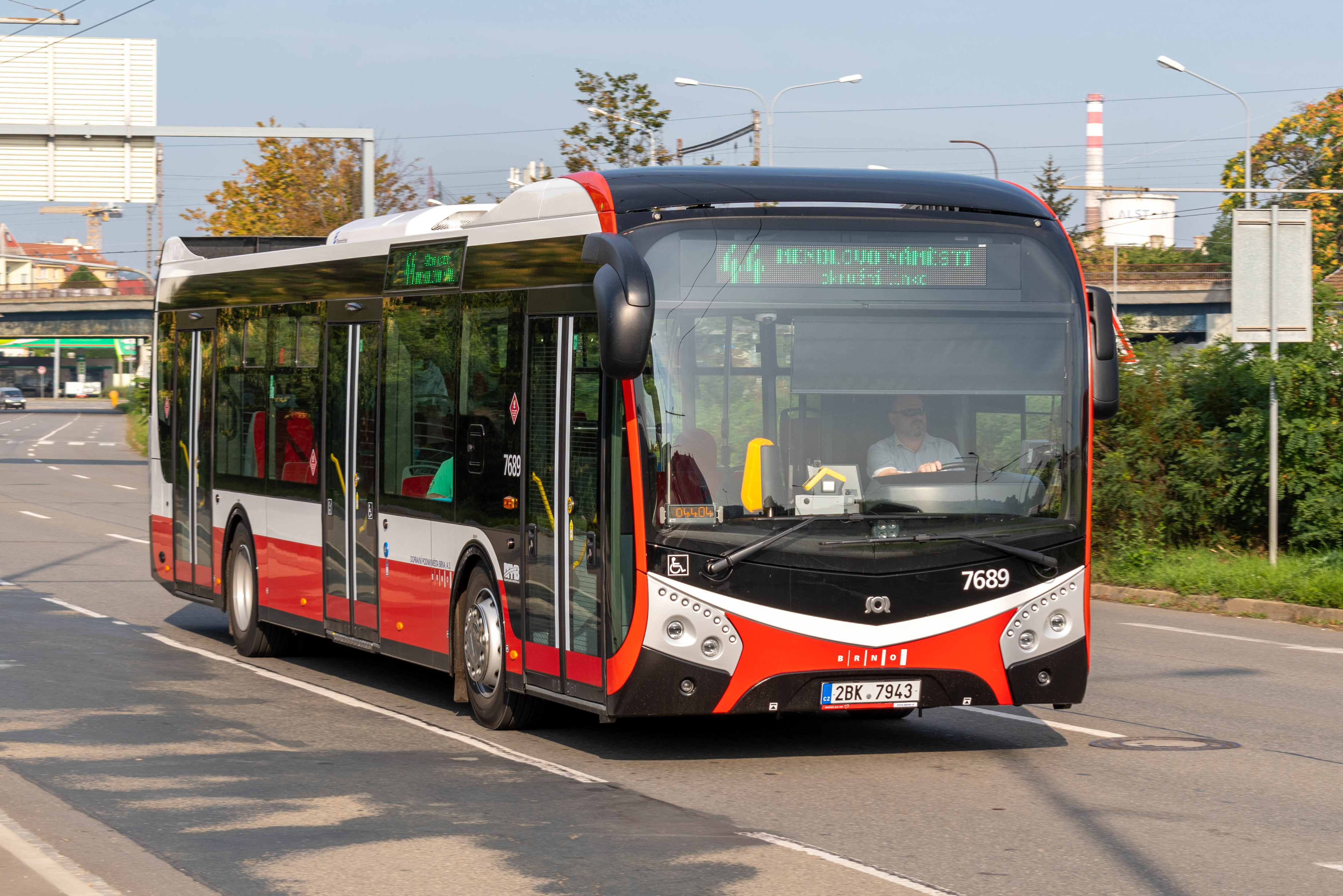
SOR NS 12（チェコ語版）（市内バス
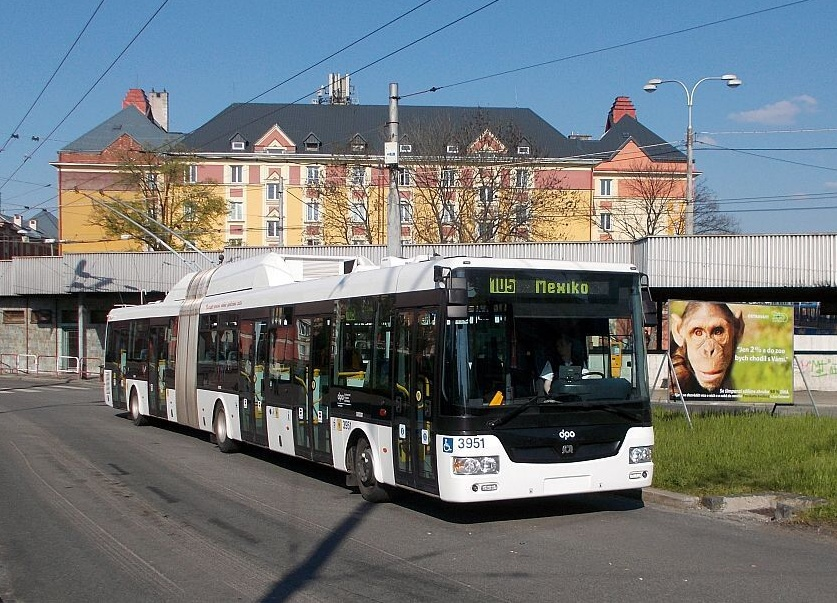
SOR TNB 18（チェコ語版）（トロリーバス）